# Gérard Buc
Gérard Buc – francuski judoka.
Brązowy medalista mistrzostw Europy w 1965. Trzeci na mistrzostwach Francji w 1965 i 1966 roku.